# Miasta Nowej Kaledonii
Według danych oficjalnych pochodzących z 2009 roku Nowa Kaledonia (francuskie terytorium zamorskie) posiadała ponad 20 miast o ludności przekraczającej 2,6 tys. mieszkańców. Stolica kraju Numea jako jedyne miasto liczyło ponad 50 tys. mieszkańców; 1 miasto z ludnością 25÷50 tys.; 2 miasta z ludnością 10÷25 tys. oraz reszta miejscowości poniżej 10 tys. mieszkańców.

## Największe miasta w Nowej Kaledonii
Największe miasta w Nowej Kaledonii według liczebności mieszkańców (stan na 27.07.2009):
| L.p. | Miasto         | Prowincja            | Liczba ludności |
| ---- | -------------- | -------------------- | --------------- |
| 1.   | Numea (Nouméa) | Prowincja Południowa | 97 579          |
| 2.   | Le Mont-Dore   | Prowincja Południowa | 25 683          |
| 3.   | Dumbéa         | Prowincja Południowa | 24 103          |
| 4.   | Païta          | Prowincja Południowa | 16 358          |
| 5.   | Koné           | Prowincja Północna   | 5 199           |

## Alfabetyczna lista miast w Nowej Kaledonii
Spis miast Nowej Kaledonii powyżej 2,6 tys. mieszkańców według danych szacunkowych z 2009 roku:
- Bouloupari
- Bourail
- Canala
- Dumbéa
- Farino
- Houaïlou
- Koné
- Kouaoua
- Koumac
- L’Île-des-Pins
- La Foa
- Le Mont-Dore
- Lifou
- Maré
- Moindou
- Mont-Dore
- Muéo
- Numea (Nouméa)
- Ouvéa
- Païta
- Poindimié
- Sarraméa
- Thio
- Wé
- Yaté